# Orkusz (jezioro)
Orkusz – jezioro wytopiskowe na Pojezierzu Dzierzgońsko-Morąskim, położone w gminie Prabuty, w powiecie kwidzyńskim, w woj. pomorskim.
Jezioro położone jest w północnej części powiatu kwidzyńskiego, na terenie Pojezierza Dzierzgońsko-Morąskiego. Akwen otoczony jest niemal w całości gruntami ornymi, jedynie od północnego zachodu sąsiaduje z lasami. Od północy do jeziora przylegają zabudowania niewielkiej wsi Orkusz. Zbiornik przyjmuje dwa niewielkie okresowe dopływy, a niewielki ciek bez nazwy będący jego okresowym odpływem kieruje się na południowy-zachód do rzeki Liwy. Jest to dość płytki akwen, mimo to charakteryzujący się wyraźnym uwarstwieniem termicznym wód. Zlewnia jeziora jest niewielka oraz słabo zagospodarowana na potrzeby rekreacji. W 1993 nad jeziorem funkcjonowała baza harcerska, jedno pole namiotowe i jedno zorganizowane kąpielisko.